# بوبي ويد
بوبي ويد (بالإنجليزية: Bobby Wade)‏ هو لاعب كرة قدم أمريكية أمريكي، ولد في 25 فبراير 1981 في مقاطعة أورانج في الولايات المتحدة.

## وصلات خارجية
- بوبي ويد على موقع مرجع كرة القدم المحترفة.كوم (الإنجليزية)